# 2311 Ел Леонсіто
2311 Ел Леонсіто (2311 El Leoncito) — астероїд головного поясу, відкритий 10 жовтня 1974 року.
Тіссеранів параметр щодо Юпітера — 3,090.